# Juncinella capitata

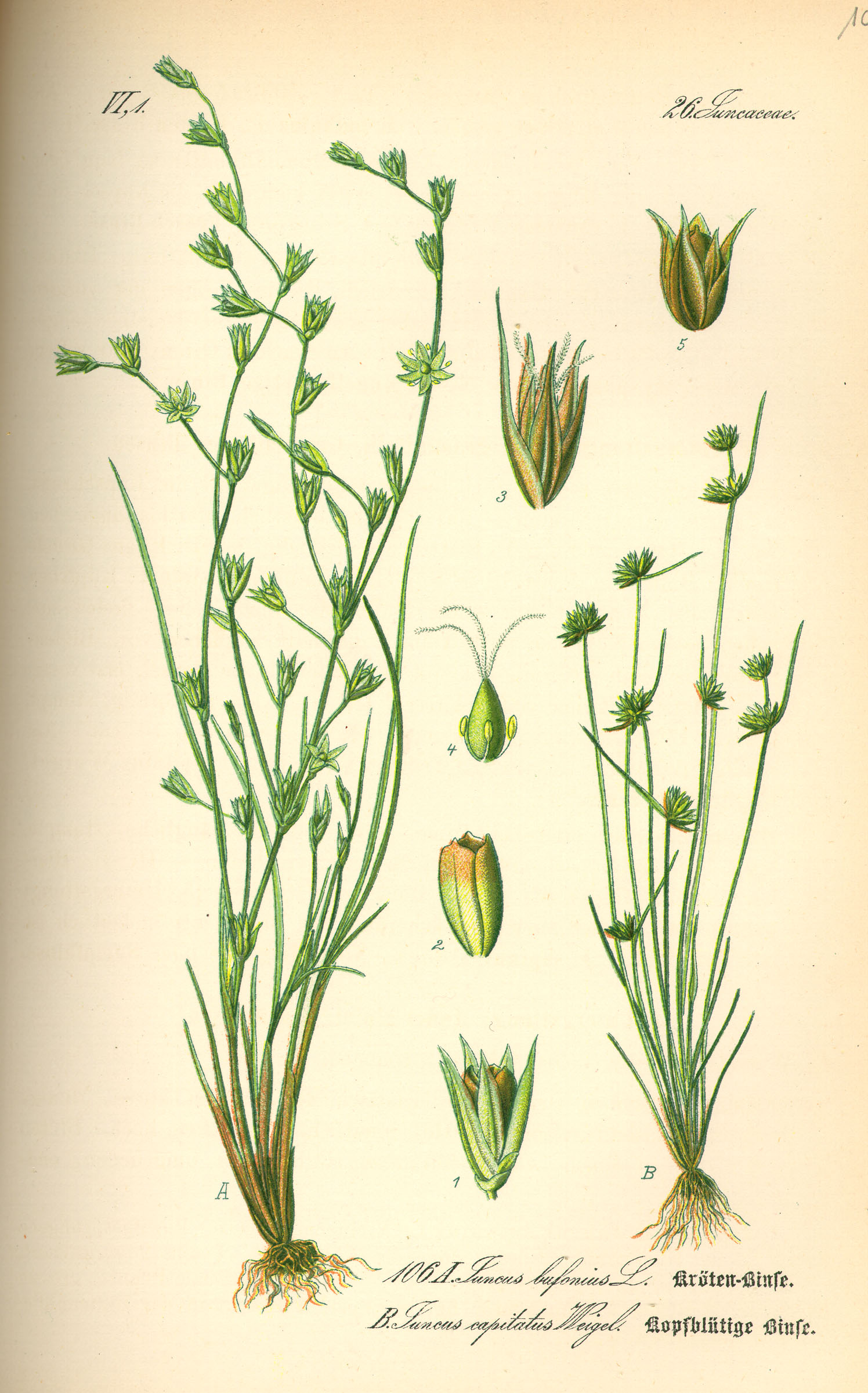
Il·lustració Juncus capitatus

Juncinella capitata és una espècie de planta amb flors del gènere Juncinella dins la família de les juncàcies (Juncaceae). És nativa d'Euràsia i del nord d'Àfrica. Una de les espècies introduïdes en zones d'Amèrica del Nord, com Califòrnia i el nord del Golf de Mèxic.
Creix en àrees humides, tals com arenals humits, tolles, i dics. És una petita herbàcia anual que no excedeix 10 cm d'alçada. Tiges erectes i massisses, camuses o corrugades. Les fulles són basals de 3 a 4 cm de llarg. Planta de verdosa a vermell o marronosa. Cada tija es compon d'una inflorescència amb sis flors. Les bràctees agudes a la base de la inflorescència tenen amb freqüència més d'1 cm de llarg, fins i tot més que les flors, i sovint semblant a folíols. Cada flor té un tèpal agusat, curt i ovalat amb tres estams. El fruit és una càpsula prima ovalada d'1 a 2 mm de llarg.

## Taxonomia
Aquest tàxon va ser descrit per primer cop l'any 1772, com a Juncus capitatus, pel naturalista alemany Christian Ehrenfried Weigel (1748-1831) a l'obra Observationes Botanicae. L'any 2023 els botànics polonesos Lenka Záveská Drábková i Jarosław Proćków van publicar a la revista Phytotaxa el nou gènere Juncinella movent-hi certs tàxons que abans hi eren al gènere Juncus, entre ells aquest, que va passar a tenir el nom de Juncinella capitata.
Etimologia, capitata és un mot llatí que significa «amb un cap».

### Sinònims
Els següents noms científics són sinònims de Juncinella capitata:
- Sinònims homotípics

- Juncus capitatus Weigel
- Juncus tenellus S.Geuns

- Sinònims heterotípics

- Schoenus minimus T.F.Forst.
- Juncus capitatus var. congestus Ten.
- Juncus capitatus f. physcomitrioides (Baen.) Neuman
- Juncus capitatus var. physcomitrioides Baen.
- Juncus capitatus var. setaceus Nyman
- Juncus capitatus subsp. setaceus K.Richt.
- Juncus capitatus var. triandrus Asch.
- Juncus capitatus triandrus (Asch.) Asch. & Graebn.
- Juncus capitatus f. umbelliformis Merino
- Juncus capitatus versicolor Asch. & Graebn.
- Juncus capitatus virescens Asch. & Graebn.
- Juncus ericetorum Pollich
- Juncus globiceps Bajtenov
- Juncus gracilis Roth
- Juncus gracilis var. capitatus' Roth
- Juncus mutabilis Lam.
- Juncus triandrus Gouan